# Dag van de Muziek
De Dag van de Muziek is een eendaags muziekfestival in de Nederlandse stad Den Helder. Het festival is in 1991 begonnen als landelijk muziekfestijn en wordt sinds 1995 in Den Helder gehouden. Tijdens het festival treden een verscheidenheid aan amateurkoren, -bands, -muzikanten en -dansgroepen op in de binnenstad van Den Helder.

## Geschiedenis

### Landelijke organisatie
De Dag van de Muziek werd op 25 mei 1991 voor het eerst georganiseerd. Deze dag was uitgeroepen tot Dag van de Muziek door auteursrechtenorganisatie BumaStemra en organisatiebureau Music & Harmony. In 350 gemeenten in Nederland werd op die dag muziek gemaakt. De tweede editie werd gehouden op 23 mei 1992 en zo'n 52.000 muzikanten trokken naar schatting in totaal 640.000 bezoekers in 782 gemeenten.
De editie van 1993 werd gehouden op 15 mei en werd geopend bij Cultureel Centrum de Vest waar 125 pianisten onder leiding van Laurens van Rooyen een Dag van de Muziek-hymne ten gehore brachten. De dag trok ongeveer 760.000 bezoekers die 60.000 amateurmuzikanten op zagen treden. In Maastricht werd het evenement uitgebreid naar drie dagen. Het evenement had navolging gekregen in het buitenland: ook in Engeland, Frankrijk, Oostenrijk en Zweden werd een Dag van de Muziek georganiseerd.
Op 28 mei 1994 waren 900.000 bezoekers in 700 plaatsen afgekomen op 76.000 muzikanten. In Amsterdam werd een wereldrecord gevestigd door 186 saxofonisten die samen optraden. De editie van 1995 vond plaats op 20 mei en werd in Drachten geopend door Cesar Zuiderwijk.
Op 1 juni 1996 werd de laatste landelijke editie gehouden. Het evenement werd georganiseerd en gepromoot door Stichting Dag van de Muziek uit Hilversum die onder andere vijf keer een promotiekrant uitgaf. De organisatie liet in december 1996 weten ermee te stoppen vanwege te weinig financiële middelen.

### Den Helder
In 1994 werd, met geringe voorbereidingstijd, een kleinschalig evenement georganiseerd waarbij Helderse verenigingen optraden in de Nieuwe Kerk. De huidige opzet van de Dag van de Muziek in Den Helder startte in 1995 in navolging van het landelijke evenement.
Omdat het een festival voor amateurmuzikanten is hebben er weinig bekende artiesten opgetreden. Wel hebben lokale muzikanten als Joost Dobbe, Saskia & Serge, Danny van Tiggele en Sandro Assorgia er een of meerdere malen opgetreden. Ook Mylou Mazali trad op tijdens de jubileumeditie van 2019.
| Overzicht van edities | Overzicht van edities | Overzicht van edities |
| Jaar                  | Datum                 | Opmerking |
| --------------------- | --------------------- | --- |
| 1994                  | 28 mei                | Middag met muziek in de Nieuwe Kerk |
| 1995                  | 20 mei                | |
| 1996                  | 1 juni                | |
| 1997                  | 31 mei                | |
| 1998                  |                       | |
| 1999                  | 5 juni                | |
| 2000                  | 27 mei                | |
| 2001                  | 19 mei                | |
| 2002                  | 1 juni                | |
| 2003                  | 14 juni               | |
| 2004                  | 5 juni                | 10e editie |
| 2005                  | 4 juni                | |
| 2006                  | 10 juni               | |
| 2007                  | 2 juni                | |
| 2008                  | 31 mei                | |
| 2009                  | 6 juni                | |
| 2010                  | 5 juni                | |
| 2011                  | 28 mei                | |
| 2012                  | 2 juni                | |
| 2013                  | 1 juni                | |
| 2014                  | 31 mei                | 20e editie |
| 2015                  | 30 mei                | |
| 2016                  | 28 mei                | |
| 2017                  | 20 mei                | |
| 2018                  | 2 juni                | |
| 2019                  | 25 mei                | 25e editie |
| 2020                  | 6 juni                | Afgelast in verband met de onzekerheden vanwege de coronapandemie. Er werd in samenwerking met Regio Noordkop een muziekfilm opgenomen die op 6 juni 2020 in première ging.                                           |
| 2021                  | 9 oktober             | Vanwege de coronapandemie kon een editie in juni niet worden georganiseerd. Er werd ingezet op een editie in oktober maar vanwege onzekerheden over de coronamaatregelen werd besloten de editie niet te organiseren. |
| 2022                  | 11 juni               | |
| 2023                  | 3 juni                | |
| 2024                  | 25 mei                | [ 15 ] |
| 2025                  | 24 mei                | 30e editie |

## Festivalopzet

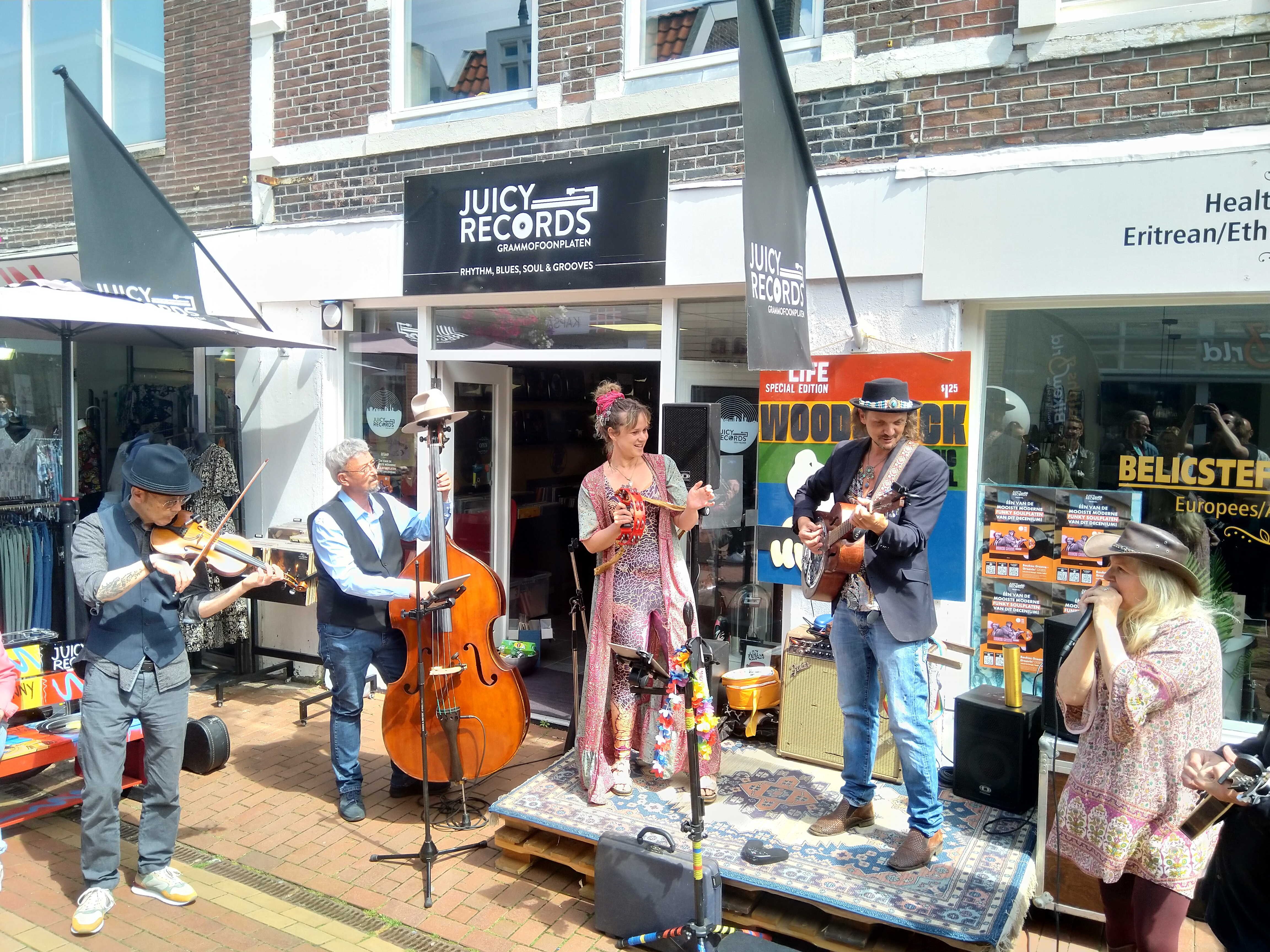
De band Waterfront tijdens de Dag van de Muziek in 2024

Deelnemers kunnen zich gedurende ongeveer de winter voorafgaand aan het evenement inschrijven. Communicatie met de deelnemende muzikanten verloopt onder andere via twee deelnemersvergaderingen voorafgaand aan het festival. Optredens op de dag zelf duren dertig minuten per deelnemer met een wisselpauze van vijftien minuten tussen de optredens door. Het komt vaak voor dat deelnemers per editie meerdere keren optreden op verschillende podia.
Volgens de organisatie is het het grootste amateurmuziekfestival van Europa en zijn er ieder jaar zo'n 1800 deelnemers op ongeveer twintig podia te aanschouwen. Podia bevinden zich in het centrum van Den Helder en op Willemsoord. Er zijn buitenpodia in winkelstraten en op pleinen en binnenpodia in onder andere Bibliotheek School 7, Theater de Kampanje, de Nieuwe Kerk en café's.
Het evenement wordt 's ochtends geopend op het podium in het Stadspark en duurt tot ongeveer zes uur in de avond. Een of enkele locaties, meestal kroegen, gaan langer door met een avondprogramma. De organisatie reikt jaarlijks een aanmoedigingsprijs uit aan een artiest waarvan ze hopen dat diegene muziek blijft maken.